# فلش‌گاد آپوکالیپس
فلِش‌گاد آپوکالیپس (به انگلیسی: Fleshgod Apocalypse) یک گروه سیمفونیک دث متال ایتالیایی است.
خاستگاه فلش‌گاد آپوکالیپس شهر رُم است و اولین آلبوم استودیوییشان با نام الهام‌های غیبی (۲۰۰۹) دو سال پس از شکل‌گیری گروه منتشر شد. فیل فریمَن از AllMusic الهام‌های غیبی را برای علاقه‌مندان سبک تکنیکال دث متال، یک اثر واقعاً ارزشمند دانسته اما از منظر تلفیق موسیقی کلاسیک و متال آلبوم را «یک فرصت از دست رفته» قلمداد کرده‌است. فلِش‌گاد آپوکالیپس در سال ۲۰۱۰ یک ئی‌پی با نام مافیا منتشر کردند و از آن زمان تا به‌امروز ۴ آلبوم استودیویی دیگر از آن‌ها روانهٔ بازار شده‌است.

## ترانه‌شناسی

### آلبوم‌های استودیویی
- الهام‌های غیبی - ۲۰۰۹
- عذاب - ۲۰۱۱
- هزارتو - ۲۰۱۳
- پادشاه - ۲۰۱۶
- زهر - ۲۰۱۹

### ئی‌پی
- مافیا - ۲۰۱۰